# Скшинкі (гміна Стеншев)
Скшинкі (пол. Skrzynki) — село в Польщі, у гміні Стеншев Познанського повіту Великопольського воєводства.
Населення — 508 осіб (2011).
У 1975-1998 роках село належало до Познанського воєводства.

## Демографія
Демографічна структура станом на 31 березня 2011 року:
|          | Загалом | Допрацездатний вік | Працездатний вік | Постпрацездатний вік |
| -------- | ------- | ------------------ | ---------------- | -------------------- |
| Чоловіки | 262     | 69                 | 176              | 17                   |
| Жінки    | 246     | 51                 | 153              | 42                   |
| Разом    | 508     | 120                | 329              | 59                   |